# È arrivato nostro figlio
È arrivato nostro figlio (100% cachemire) è un film del 2013 diretto da Valérie Lemercier.
Una coppia dell'alta borghesia parigina adotta un bambino, andando incontro ad enormi problemi che si supereranno solo quando entrambi rivedranno il proprio stile di vita e ritroveranno l'amore reciproco fondando una vera famiglia.

## Trama
Aleksandra, caporedattrice di una rivista di moda, e Cyrille, gallerista, formano una coppia affiatata e agiata cui manca solo una cosa: un figlio.
Dopo innumerevoli tentativi di inseminazione andati a vuoto, hanno optato per l'adozione e ora stanno per accogliere il piccolo Aleksei, 7 anni, proveniente dalla Russia.
Il nuovo arrivato cambia la vita di Aleksandra e Cyrille, più di quanto entrambi non potessero immaginare. Il bambino è molto chiuso, con scatti d'impeto irrefrenabili, anche violenti, che creano problemi a scuola e non solo. Inoltre, Cyrille tradisce segretamente la moglie con una collega di lei.
Dopo un certo periodo di tempo, il dubbio che la responsabile dell'ente che ha portato in Francia Aleksei abbia scambiato i bambini in aeroporto trova sorprendentemente conferma.
Aleksandra riceve infatti una lettera nella quale si comunica l'avvenuto scambio di bambini che la costringerà a restituire Aleksei alla coppia legittimata ad adottarlo. Cyrille è impossibilitato ad accompagnarla per un impegno di lavoro, così lei si occupa di portare il bambino alla nuova famiglia.
La coppia, che pensava di essersi tolta un peso, ora in realtà sente un grande vuoto che determina anche un riavvicinamento reciproco. I due riscoprono un amore che sembrava sopito e vivono un ritorno di fiamma inaspettato. Aleksandra rimane così incinta, nonostante avesse perso da tempo ogni speranza.
L'idillio si rompe però quando Cyrille scopre che la moglie gli ha mentito riguardo alla restituzione di Aleksei. Lei cade in una profonda crisi e tenta il suicidio. Uscita illesa ma ancora scossa, fugge e, dopo essersi consigliata con il padre, si reca con questo in Russia, dove il piccolo Aleksei, che lei aveva riportato indietro, non è ancora stato dato in adozione.
Nel rivederla, il bambino corre ad abbracciarla chiamandola "mamma" per la prima volta, confermandole che la cosa giusta da fare è riprenderlo.
Il Natale seguente in famiglia è arrivata una nuova bambina, accolta da genitori più uniti e consapevoli, e da un fratellino responsabile e affettuoso.